# Joseph Serchuk
Joseph Serchuk (hebraico: יוסף סרצ'וק‎) (Chełm, 1919 - Tel Aviv, 06 de novembro 1993) foi comandante de uma unidade de guerrilheiros judeus na área de Lublin, Polônia, durante a Segunda Guerra Mundial. Depois da guerra testemunhou em diversos processos contra nazistas, o que lhe proporcionou reconhecimento por parte do Estado de Israel. 
Seus pais e outros familiares foram assassinados em seu gueto no ano de 1941, já Serchuk e seu irmão David foram levados para o campo de extermínio de Sobibor. Um dia depois de sua chegada ambos conseguiram fugir para uma floresta nas cercanias junto com outros fugitivos, dando início a um grupo guerrilheiro. Durante a guerra, vários judeus fugitivos foram recrutados por este grupo, inclusive o escritor Dov Freiberg. 
Após a libertação soviética em 1945, seu irmão, David, ingressou no exército polonês ascendendo na hierarquia rapidamente porém, em 1948, foi brutalmente assassinado por poloneses em Lublin. 
Após a guerra, Joseph participou da localização de criminosos de guerra e fugitivos nazistas na Europa e serviu como testemunha no Julgamento de Nuremberg. De volta à Polônia solicitou imigração para Israel, mas teve esse primeiro pedido negado. 
Em 1950 recebeu seu passaporte e mudou-se para Israel, sendo imediatamente incorporado pelo exército israelense. Após o serviço militar casou-se e se estabeleceu em Yad Eliyahu (Tel Aviv), passando a dedicar-se aos negócios e à indústria. 
Ao longo dos anos, Serchuk viajou para a Europa a fim de testemunhar em vários casos contra criminosos de guerra nazistas, e no julgamento do Oberscharführer Hugo Raschendorfer foi a única testemunha de acusação. Raschendorfer foi sentenciado à prisão perpétua e Serchuk recebeu o Prêmio Especial do Departamento de Investigação de Crimes Nazistas da Polícia de Israel. 
Em 1967 recebeu do primeiro-ministro de Israel, Levi Eshkol, a Medalha de Combatentes Contra o Nazismo e em 1968 foi condecorado com a Medalha de Combatentes do Estado. 
Morreu em 1993 em Tel Aviv aos 74 anos. Era casado, tinha nove filhos e mais de uma centena de netos e bisnetos. 